# Marko Pernhart
Marko Pernhart (Untermieger, 6 de juliol de 1824 - Klagenfurt, 30 de març de 1871) va ser un pintor romàntic eslovè de Caríntia, considerat un pioner d'aquest estil a Àustria. Segons l'Slovenski biografski leksikon, es considera el primer paisatgista realista eslovè.

## Biografia
Pernhart va ser el fill gran d'un fuster de St Veit im Jauntal. Probablement va assistir a l'escola primària a Tainach. Va començar a pintar de ben petit i va oferir les seves primeres obres al mercat setmanal de Klagenfurt. Quan amb prou feines tenia 12 anys, va pintar els menjadors del restaurant Krajcar entre Klagenfurt i Völkermarkt. Als 15 anys va aprendre a pintar per primera vegada amb Andreas Hauser a Klagenfurt. Més endavant, va entrar en contacte amb el panorama artístic vienès, en particular amb Franz Steinfeld, que ensenyava a l'Acadèmia de Belles Arts. Va ser enviat a l'Acadèmia de Belles Arts de Múnic, però aviat va tornar a Caríntia. Allà va augmentar el seu prestigi i es va convertir en un dels paisatgistes més famosos de la seva època.

Cim del Triglav

Les seves obres pintades consten d'uns 1.200 quadres i continuen gaudint d'una gran estima. A Eslovènia, es conserven 8 quadres a la Galeria Nacional d'Eslovènia a Ljubljana. La casa on va morir va ser enderrocada el 2004 per a ser substituïda per un centre comercial.

## Estil artístic
Quan l'estil de dibuix de Pernhart es va desenvolupar completament, l'historiador Max von Moro li va demanar que dibuixés tots els castells i palaus de Caríntia. La idea era preservar aquests edificis, si no en forma física per motius econòmics, almenys a través d'imatges i així evitar-ne la decadència. Markus Pernhart no va decebre el seu client i va registrar els més petits detalls en dibuixos a llapis de les instal·lacions ben conservades, però també de les parcialment deteriorades. Ja l'any 1853 realitzà fins a 40 dibuixos, que més tard arribaren a 198, que ara són propietat de l'Associació d'Història de Caríntia. L'any 1855 es va fer una donació a l'emperadriu Elisabet de Baviera d'un àlbum amb 21 dibuixos, al qual Max von Moro va contribuir amb les explicacions. Després de la seva mort, es van publicar cinc quadres panoràmics litogràfics (Klagenfurt, 1875 i 1889).
Pernhart va pintar paisatges, preferentment muntanyes i llacs d'alta muntanya o castells, però també animals i natures mortes, amb un estil idíl·lic i emotiu. Les seves obres s'han de veure en el rerefons d'una societat de lleure en creixement, i mostren els símbols nacional de la seva terra natal.